# Jacques Casty
Pas d'image ? Cliquez ici

a Compétitions nationales et continentales officielles uniquement.

Jacques Casty, né le 24 avril 1944 à Ornaisons (Aude), est un joueur français de rugby à XIII évoluant au poste de demi d'ouverture dans les années 1960 et 1970.
Il joue au rugby à XIII au sein du club du F.C. Lézignan avec lequel il remporte deux titres de Coupe de France en 1966 et 1970.

## Biographie
Jacques Casty a deux enfants qui ont également pratiqué le rugby à XIII, l'un, Rémi Casty, est devenu international français, et l'autre, Benjamin Casty, est devenu arbitre.

## Palmarès
- Collectif : 
  - Vainqueur du Coupe de France : 1966[1] et 1970 (Lézignan).
  - Finaliste du Coupe de France : 1971 et 1974 (Lézignan).